# 人造皮膚
人造皮膚是利用科技，人為地製造皮膚以供皮膚有問題如燒傷的病人替換。

## 前言
皮膚是人體最大的器官，其用途是防止人體內的水分散失和細菌感染。所以每當皮膚大面積被火燒燬，病人就會有脫水和細菌感染而引致死亡的危險。傳統處理燒傷有兩種方法。第一，從病人身上其他地方切取一部份的皮放在傷口上；第二，從其他人或生物，如豬的身上切取皮膚來代替。前者無法大量取得皮膚，否則會在身體其他地方引發細菌感染。而後者雖然可以大量生產，但卻會引起排斥，從而導致死亡。為了解決以上問題，人造皮的技術誕生了。

## 生物人造皮
目前製造人造皮有兩種方法。
第一種是先從病人身上提取膠原蛋白，然後放在培養皿上培養成一塊皮膚。第二種則是從病人身上提取皮膚細胞，只培養一堆細胞，然後把細胞噴在傷口上，讓其生長成皮膚。前者的缺點是平均要等待21天才培養出皮膚。後者雖然可以快速在病人身上生成皮膚，但仍然在實驗階段。

## 非生物人造皮
顧名思義，這種人造皮不是由細胞組成，而是用半導體。當接觸物件時，半導體會產生電流從而產生觸覺。目前這種半導體人造皮用於機械人身上，為機械人提供觸覺。但科學家正在研究進一步應用在義肢上，讓失去肢體的人可以再次獲得觸覺。